# ハッピー☆彡
「ハッピー☆彡」（ハッピー）は、月島きらり starring 久住小春 (モーニング娘。)の3枚目のシングル。2007年5月2日にアップフロントワークス（zetimaレーベル）から発売された。

## 概要
前作「バラライカ」から約7ヶ月ぶりのリリースであり、2007年1枚目のシングル。また、2007年5月9日に表題曲のPV、メイキング映像が収録されているシングルVが発売された。作曲はBOUNCEBACK。
表題曲「ハッピー☆彡」は、2007年4月6日放送分の第52話からのテレビアニメ『きらりん☆レボリューション』の3代目のオープニングテーマである。hot expressでは、アップテンポのポップチューンであり、楽曲自体にも世界観が構築されていると批評した。また、既存の楽曲同様、劇中でも挿入歌として使用された。発売前週からDohhh UP!にPVが公開された。
カップリング曲の「恋の魔法はハビビのビ!」は、同アニメのエンディングテーマとして使用されている。hot expressの元井庸介は、魔法感が出るエキゾチックな雰囲気に仕上がっていると批評した。
初回限定盤、通常盤の2種リリースであり、前者にはスーパーコラボミルフィーカードが、後者の初回仕様にはスペシャルステッカーが封入されている。また、リリースに先駆けてアトラスが開発したトレーディングカードゲーム方式の女児向けアーケードゲームである『きらりん☆レボリューション ハッピー☆アイドルライフ』の第2弾から使用できる曲として配信されている。

## 収録曲
1. ハッピー☆彡 [3:56]
作詞・作曲・編曲：BOUNCEBACK
2. 恋の魔法はハビビのビ! [3:41]
作詞：すやまちえこ・吉田勝弥、作曲・編曲：吉田勝弥
3. ハッピー☆彡（Instrumental）

## 収録作品

### CD
| 楽曲        | 発売日         | タイトル        | 備考                        |
| ----------- | -------------- | --------------- | --------------------------- |
| ハッピー☆彡 | 2007年12月19日 | きらりん☆ランド | 2作目のオリジナルアルバム。 |

### DVD
| 発売日        | タイトル                                     | 備考                 |
| ハッピー☆彡   | ハッピー☆彡                                  | ハッピー☆彡          |
| ------------- | -------------------------------------------- | -------------------- |
| 2007年5月9日  | ハッピー☆彡 シングルV                        | PV、メイキングDVD。  |
| 2009年2月25日 | きらりん☆レボリューション スペシャルライブ   | ライブイベント映像。 |
| 2009年7月8日  | きらりん☆レボリューション ファイナルステージ | ライブイベント映像。 |

## カバー
- 3776 - トリビュートアルバム『シューティング スター』（2024年11月11日発売）に収録。